# Erich Furrer

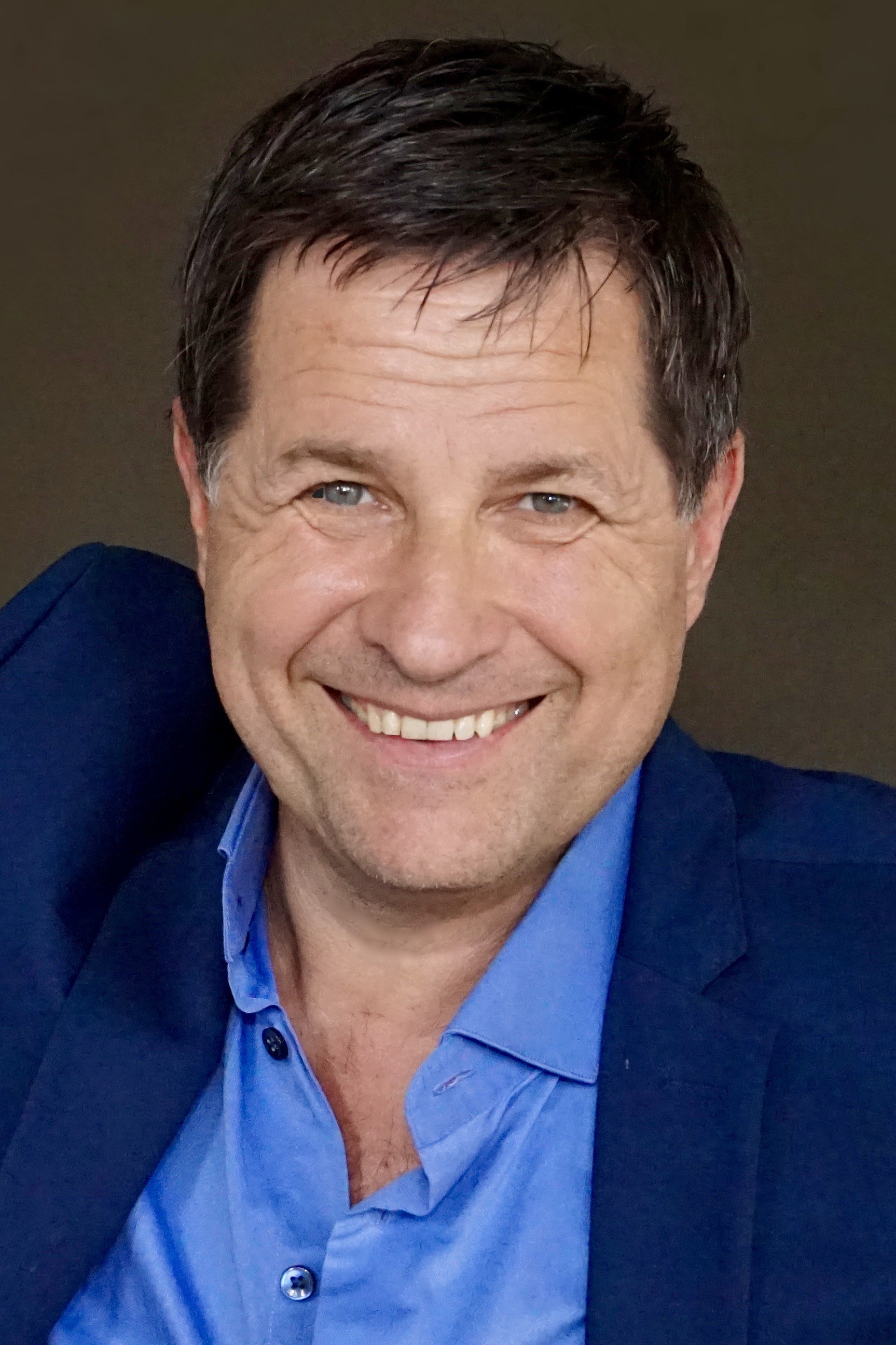
Erich Furrer 2022

Erich Furrer (* 6. Juni 1964 in Wien) ist ein schweizerisch-österreichischer Kabarettist, Schauspieler, Autor und Regisseur.

## Leben und Wirken
Der gebürtige Wiener Erich Furrer kam als Fünfjähriger in die Schweiz und absolvierte von 1990 bis 1994 die Hochschule für Musik und Theater in Bern. Er war Mitglied des Comedy-Duos „Die Mammutjäger“. Furrer erhielt die Kabarett-Auszeichnung De goldig Biberflade (Appenzeller Kabaretttage) und Die Krönung (Casinotheater Winterthur). Als künstlerischer Leiter der „Netzwerkbühne“ schrieb, inszenierte, produzierte und spielte er seit 2002 eigene Shakespeare-Neudichtungen, Theaterstücke und Musicals. Als Schauspieler arbeitete er in Theaterproduktionen in der Schweiz und in Österreich, wirkte in einigen TV- und Spielfilmen mit und ist als Moderator und Sprecher für Werbung, Radio und Fernsehen tätig. 2012 inszenierte er im Theater Akzent in Wien das Solo-Comedy-Theaterstück Cavewoman (basierend auf „defending the cavewoman“ der südafrikanischen Autorin Emma Peirson) mit der Schauspielerin und Kabarettistin Gabriela Benesch, mit der er 2014 auch das Comedy-Duo „Benesch & Furrer“ gründete. Ihre erste gemeinsame Comedy-Bühnenshow „Hilfe, wir sind erleuchtet“ ist seit 2014 auf Tour.

## Film
- 1998: Schneller Dezember, Regie: Marco Gilardi Hausammann[4]
- 2000: Do you have the licence, Regie: Urs Schiess, Daniel Sager
- 2002: Im Nordwind, Regie: Bettina Oberli[5]

## Fernsehen
- 1999: Fascht e Familie, Soap, SF-DRS
- 2009: Arosa Humor-Festival, mit Comedyduo Mammutjäger, SF-DRS[6]
- 2012: Comedy aus dem Labor, mit Comedyduo Mammutjäger, SF-DRS[7]
- 2012: Zu Gast bei: Giaccobbo/Müller, mit Comedyduo Mammutjäger, SF-DRS[8]

## Theater
- 1993: Ich stehe nur so da, Regie: P. Borchardt, Rollen: Erzähler, Max und andere
- 1994 bis 1997: Ohne Grund, Regie: Heinz Gubler, Rollen: Robby, Vater
- 1996: Eisenhans, ein Projekt, Regie: Heinz Gubler, Rollen: Erzähler und andere
- 1997: Marathon, Regie: Ives Räber, Rolle: Livarot
- 1997: Splendids’, Regie: H. Blaser, Rolle: Pierot
- 1999: Monrepos, Regie: Daniel Ludwig, Rolle: Herr Sicher
- 2000: Unbekannte mit dem Fön, Regie: Arnim Halter, Rolle: Er
- 2001: Le petit Bodiel, Regie: Heinz Gubler, Rollen: Erzähler, Bodiel und andere
- 2001: Ach, Gorges Dandin, Regie: Arnim Halter, Rolle: Gorges Dandin
- 2001 bis 2005: Div. Collagen: Valentin, Nestroy, Villon, Zwanziger Jahre, Sachs, Regie: Arnim Halter
- 2002: Geschlossene Gesellschaft, Regie: Arnim Halter, Rolle: Garcin
- 2002 bis 2004: U5 – Projekte, (anlässlich Expo 02), Regie: H. Köng, verschiedene Rollen
- 2003: Die Märchentante, Regie: N. Talman, Rolle: Die Märchentante
- 2004 bis 2005: Kalter Krieg, heiße Würstel, Regie: L. Huber, verschiedene Rollen
- 2005: Pinocchio, Regie: N. Talman, Rolle: Pinocchio
- 2006: Ein Sommernachtstraum, Regie: Erich Furrer, Rollen: Theseus, Oberon, Lysander, Demetrius, Zettel[9]
- 2008: Der Sturm, Regie: Erich Furrer, Rollen: Caliban, Ferdinand, Alonso, Erzähler
- 2009: Komödie der Irrungen, Regie: Erich Furrer, Rollen: Dromio, Luciana, Erzähler
- 2010 bis 2011: Oli dä Mammutbaum, Teil 1, Regie: Erich Furrer, Rolle: Oli
- 2012: Oli dä Mammutbaum, Teil 2, Regie: Erich Furrer, Rolle: Oli
- 2014: Die schöne Helena, Sommerfestspiele Laxenburg, Regie: Adi Hirschal, Rolle: Kalchas[10]
- 2016: Bella Donna, von Stefan Vögel, Komödie am Kai, Wien, Regie: Erich Furrer, Rolle: Martin
- 2016: Drei mal Leben, von Yasmina Reza, Theater Parfin de Siècle, St. Gallen, Schweiz, Regie: Arnim Halter, Rolle: Henri
- 2016: Bella Donna, von Stefan Vögel, Komödie am Kai und Benesch-Furrer, Wien, Regie: Erich Furrer, Rolle: Martin
- 2017: Die Verfolgten, von Luis Zagler, Festspiele Dorf Tirol, Regie: Oliver Karbus, Rolle: Dekan Peuger
- 2018: Die Erbinnen, von Luis Zagler, Meraner Festspiele, Regie: Gerhard Weber, männliche Hauptrolle: Lott

- 2019: Die Präsidenten, von Luis Zagler, Meraner Festspiele, Regie: Oliver Karbus, Rolle: Vishal

- 2021: Julia & Romeo, von Erich Furrer (nach W. Shakespeare), Regie: Gabriela Benesch, Rollen: Amme, Pater Lorenzo, Tybalt, Mercutio, Capulet, Montague, Romeo u. v. m.

## Kabarett und Comedy
- 2003: Mammutjäger: In der S-Bahn
- 2004: Mammutjäger: Economy Class
- 2005: Mammutjäger: Über Bord
- 2007: Mammutjäger: Urgeknallt
- 2009 bis 2013: Mammutjäger: Die Krone der Erschöpfung[11]
- 2014: (Aktuell) Benesch und Furrer: Hilfe, wir sind erleuchtet
- 2014: Die Krone der Erschöpfung, Comedy Solo, Theater Akzent Wien, Regie: Gabriela Benesch[12]
- 2014/15: Hilfe, wir sind erleuchtet!, Comedy-Kabarett mit Gabriela Benesch und Erich Furrer[13]

- 2015: Oh, Ihr Fröhlichen!, Weihnachts-Kabarett, mit Gabriela Benesch und Erich Furrer
- 2016: All you need is Love, mit Gabriela Benesch und Erich Furrer
- 2018: Wer hat's erfunden?, Comedy-Solo, Regie: Gabriela Benesch
- 2021: Julia & Romeo, von Erich Furrer (nach W. Shakespeare) mit Caroline Athanasiadis und Erich Furrer, Regie: Gabriela Benesch

## Autor, Regie und Produktion
- 1993: Ich stehe nur so da – Aua, wir leben, Bern, St. Gallen; Text
- 1995: Olaf, Theater Bröszk, Zürich, Bern, St. Gallen; Text
- 2003: Mammutjäger: in der S-Bahn, Zürich, Bern, St. Gallen; Co-Regie, Produktion
- 2004: Mammutjäger: Economy Class, Zürich, Bern, St. Gallen; Co-Regie, Produktion
- 2004: Romeo und Julia, OperationShakespeare, Zürich, St. Gallen; Text, Regie & Produktion[14]
- 2005: Mammutjäger: Über Bord, Zürich, Bern, St. Gallen, Bozen; Text, Co-Regie, Produktion
- 2005: Penthesilea Now, K. Caceres, Zürich, Bern, St. Gallen; Text, Co-Regie, Co-Produktion
- 2006: Ein Sommernachtstraum, OperationShakespeare, Zürich, St. Gallen; Text, Regie, Produktion[15][16]
- 2006: Mammutjäger: Urgeknallt, Zürich, Bern, St. Gallen, Bozen; Text, Co-Regie, Produktion
- 2007: Der Sturm, OperationShakespeare, Zürich, Bern, St. Gallen; Text, Regie, Produktion[17]
- 2008: Komödie der Irrungen, OperationShakespeare, Zürich, St. Gallen; Text, Regie, Produktion[18]
- 2009: Mammutjäger: Krone der Erschöpfung, Zürich, St. Gallen; Text, Co-Regie, Produktion
- 2009: Musical-Stars, Tonhalle Wil; Text und Moderation
- 2008 bis 2010: Leseratten & Ohrwürmer, Ostschweiz; Regie, Produktion und Spiel
- 2010 bis 2011: Oli, dä Mammutbaum, Teil 1, Ostschweiz; Text, Regie und Produktion
- 2012: Oli, dä Mammutbaum, Teil 2, Ostschweiz; Text, Regie und Produktion
- 2012: Cavewoman, Theater Akzent, Wien; Regie und Textadaption[19]
- 2014: Hilfe, wir sind erleuchtet, Theater Akzent, Wien; Co-Regie und Text
- 2016: Bella Donna, von Stefan Vögel, Komödie am Kai, Wien; Regie[20]

- 2016: All you need is Love, Co-Produktion, Co-Regie und Szenen-Texte
- 2018: Die Udo Jürgens Story, Tribute-Konzert-Show, zusammengestellt von Gabriela Benesch und Erich Furrer, mit Gabriela Benesch und Alex Parker, Regie und Konzept-Entwicklung: Erich Furrer
- 2021: Julia & Romeo, Texte von Erich Furrer

## Auszeichnungen
- 2003: Werkbeitrag der Stadt Rorschach
- 2004: Werkbeitrag der Stadt St. Gallen
- 2008: Die Krönung, Publikumspreis Casino-Theater Winterthur
- 2008: Goldiger Biberfladen, Appenzeller Kabarett-Tage[21]